# Juan Martín de Pueyrredón
Pour les articles homonymes, voir Pueyrredón.
Juan Martín de Pueyrredón y O'Dogan (né à Buenos Aires le 18 décembre 1776 - mort le 13 mars 1850 à San Isidro) est un militaire et homme politique argentin. 

## Biographie
Fils d'un commerçant béarnais originaire d'Issor et nommé Jean Martin Poeyredou dit Labroucherie et d'une femme d'origine irlandaise, Juan Martín de Pueyrredón naquit à Buenos Aires, et commença son instruction à l'université royale, mais il arrêta ses études en 1791 après le décès de son père pour assumer les responsabilités du commerce familial. En 1795, il partit à Cadix en Espagne, et passa les années suivantes à voyager en France et en Espagne.
Durant l'occupation de Buenos Aires par les Anglais en 1806, Pueyrredón organisa, avec ses frères, un escadron de cavalerie. En reconnaissance pour sa bravoure dans la lutte de reconquête, Pueyrredón fut nommé lieutenant-colonel de l'armée par Jacques de Liniers et confirmé dans ce grade par le roi.
En 1807, il fut envoyé en Espagne en tant que représentant de Buenos Aires, mais, de retour en 1809, il participa peu après au mouvement d'indépendance.
Après la révolution de mai de 1810, il fut désigné gouverneur de Córdoba. En 1811 il devint chef de l'armée du Haut Pérou (Bolivie actuelle) et en 1812 il fut membre du Premier Triumvirat argentin, de brève durée. De 1812 à 1815, il vécut exilé à San Luis.
Le 9 juillet 1816, il fut élu Directeur suprême des Provinces-Unies du Río de la Plata par le Congrès de Tucumán. Il appuya fortement la campagne militaire de José de San Martín au Chili, et fonda la première Banque Nationale d'Argentine. Il dut se démettre après la déclaration d'une constitution unitaire et on l'exila à Montevideo. Ultérieurement, il ne joua plus qu'un rôle très secondaire en politique, essayant notamment une médiation entre Juan Manuel de Rosas et Juan Lavalle en 1829.
Il meurt le 13 mars 1850 retiré dans son ranch, situé à San Isidro dans la province de Buenos Aires. Il est enterré au cimetière de Recoleta.
Son fils unique, le peintre et ingénieur civil Prilidiano Pueyrredón, naît à Buenos Aires le 24 janvier 1823.